# Красноармейская улица (Владимир)
Красноармейская улица — улица в Октябрьском районе города Владимир. Проходит от улицы 8 марта до Площади Адмирала Лазарева.

## История
Историческое название — Большая Сретенская — по названию ближайшей церкви Сретения Владимирской иконы Божией Матери, находившейся в Солдатской слободе.
К концу XIX века в своём начале (Солдатская слобода) улица была застроена частными домами, частично — деревянными, частично — полукаменными.
За слободой находилась тюрьма, так называемая Вокзальная роща, затем казармы Инженерного ведомства, в которых в 1903—1914 годах был расквартирован Сибирский 9-й гренадерский полк, за ними — военное кладбище.
Современное название с 1923 года в честь 6-й годовщины Октябрьской революции по постановлению Владимирского горсовета от 8 ноября 1923 года.
В 1933 году в улицу был включён Дементьевский проезд.
В 1970—1980-е годы историческая застройка улицы была значительно дополнена типовыми пятиэтажными домами. У выхода улицы к Площади Адмирала Лазарева построен вместительный отель «Золотое кольцо»
18 сентября 1991 года на 14 сессии Владимирского городского Совета народных депутатов была утверждена Программа топонимической реставрации города Владимир, в том числе список улиц, чьи исторические названия подлежат восстановлению, улица Красноармейская в их числе.

## Достопримечательности
Церковь во имя Сретения Владимирской иконы Божией Матери (1807).
Могила архимандрита Маркелла
Мемориал «Звезда»
Памятник ракетчикам

## Известные жители
- д. 23[8] — А. А. Благонравов (1894—1975), в будущем — организатор науки, выдающийся советский учёный в области механики, руководитель советских ракетно-космических программ[9]
  - д. 23 — Н. М. Альбов (1866—1897), в будущем известный русский учёный ботанико-географ и путешественник, исследователь Кавказа, Аргентины и Огненной Земли.
  - д. 23 — Н. М. Беляев (1890—1944), в будущем известный советский учёный в области теории прочности, член-корреспондент АН СССР, педагог высшей школы, профессор[1].